# Mal
Mal je priimek več znanih Slovencev:
- Domen Mal, novinar
- Klement Mal, pisatelj, zbiralec, ljubiteljski arheolog, gozdar
- Josip Mal (1884—1978), zgodovinar
- Tina Cipot Mal, novinarka
- Vitan Mal (*1946), mladinski pisatelj